# Chiesa di Santa Maria Maddalena (Chiaramonti)
La chiesa di Santa Maria Maddalena è una chiesa campestre situata in territorio di Chiaramonti, centro abitato della Sardegna nord-occidentale. Consacrata al culto cattolico, fa parte della parrocchia di San Matteo, arcidiocesi di Sassari.

La chiesa sorge in aperta campagna e dista circa sei chilometri dal centro abitato. Originariamente chiamata "sancta Maria de Orria pithinna" venne poi dedicata alla Maddalena. Nel 1205 fu donata al priore generale dell'abbazia di San Salvatore di Camaldoli da  Maria De Thori, nobildonna turritana rimasta vedova in giovane età.

## Galleria d'immagini

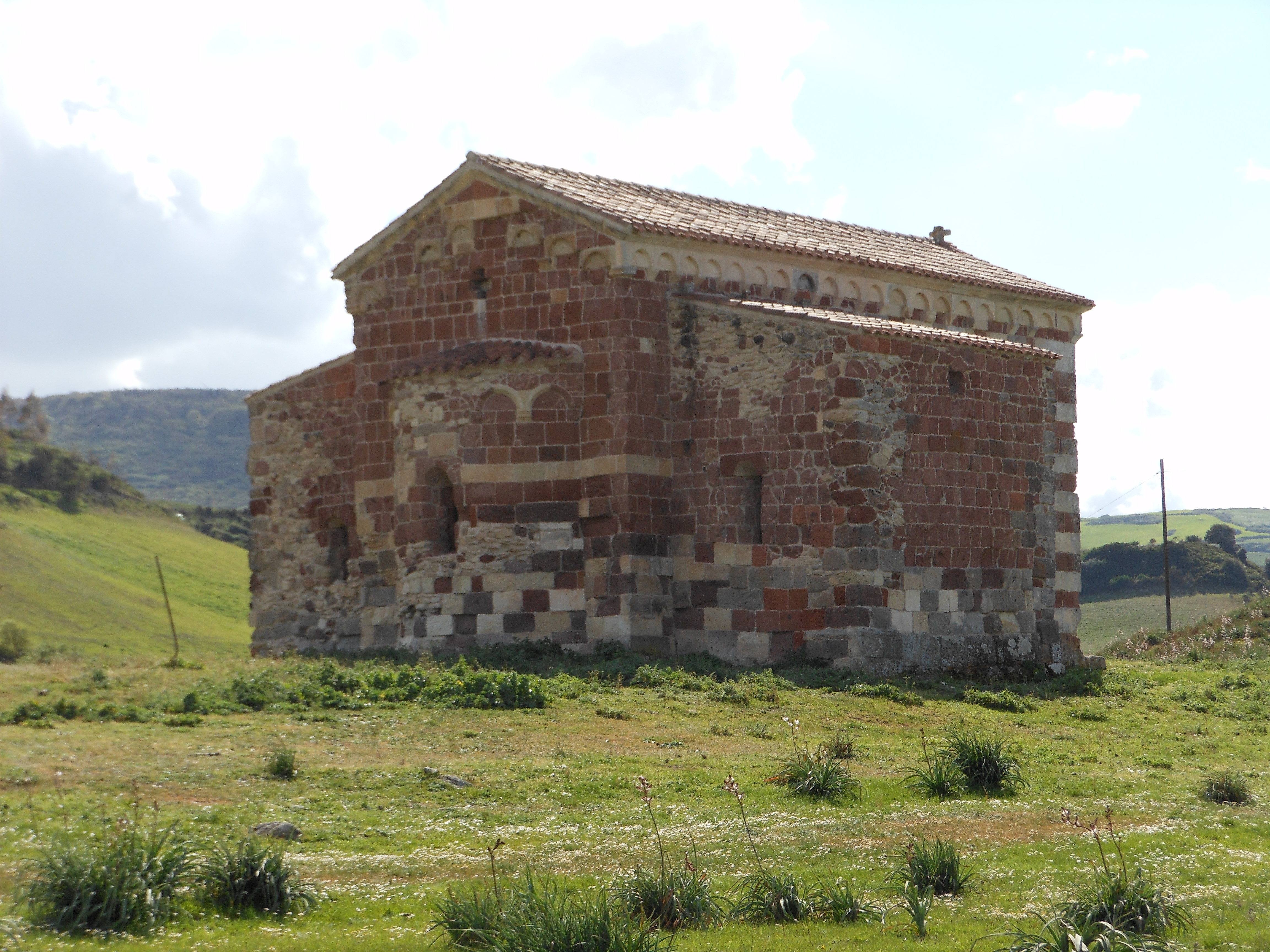
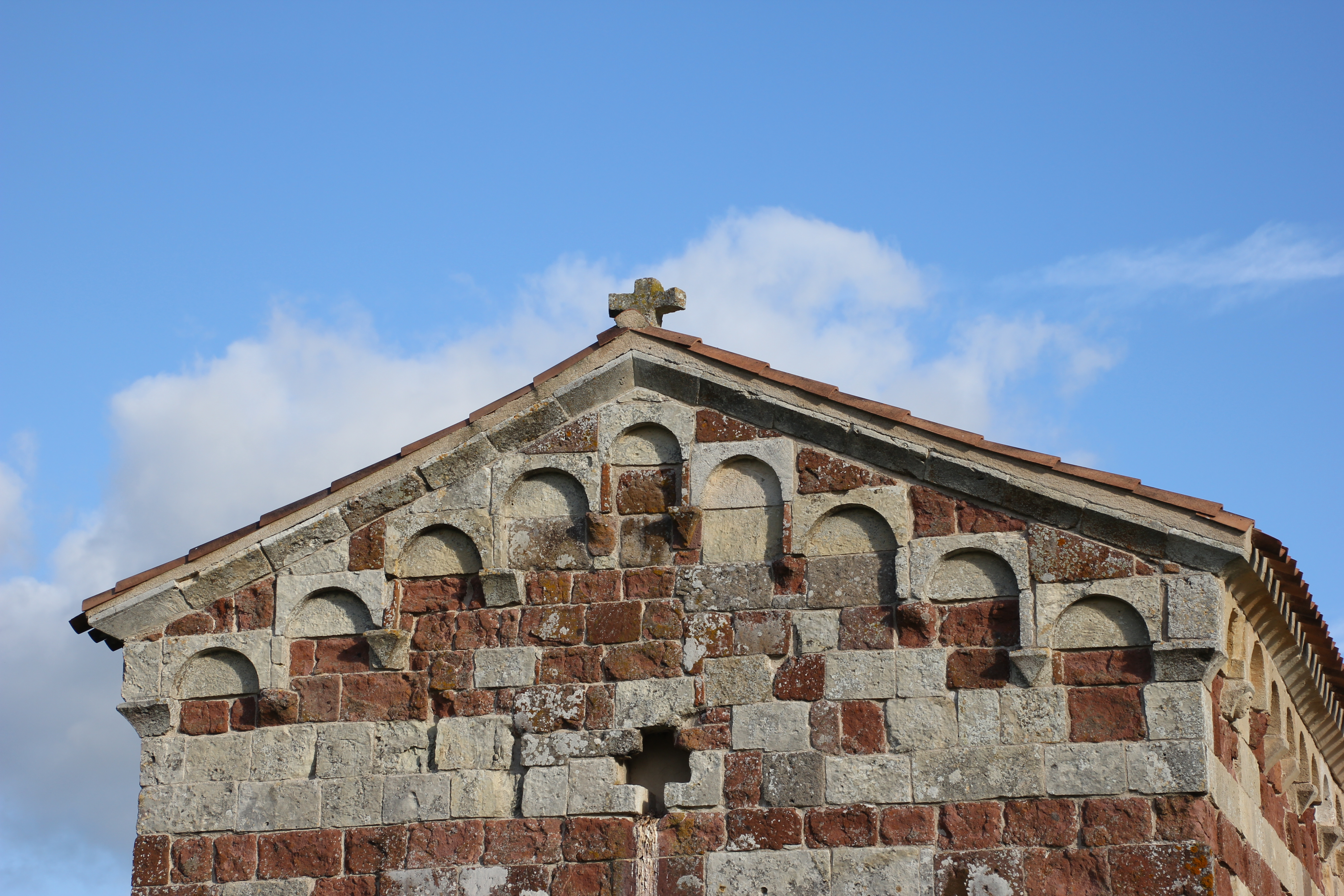
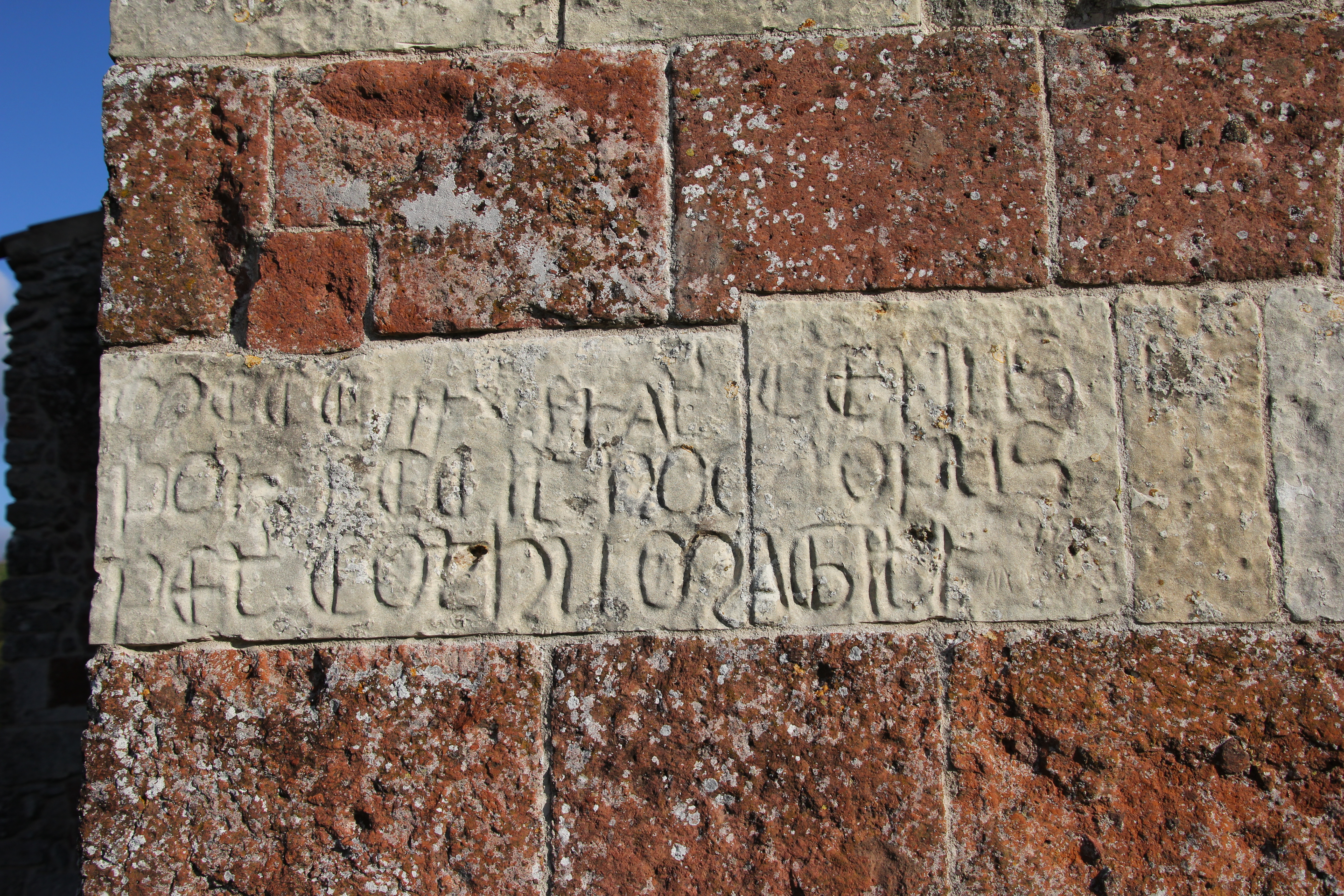
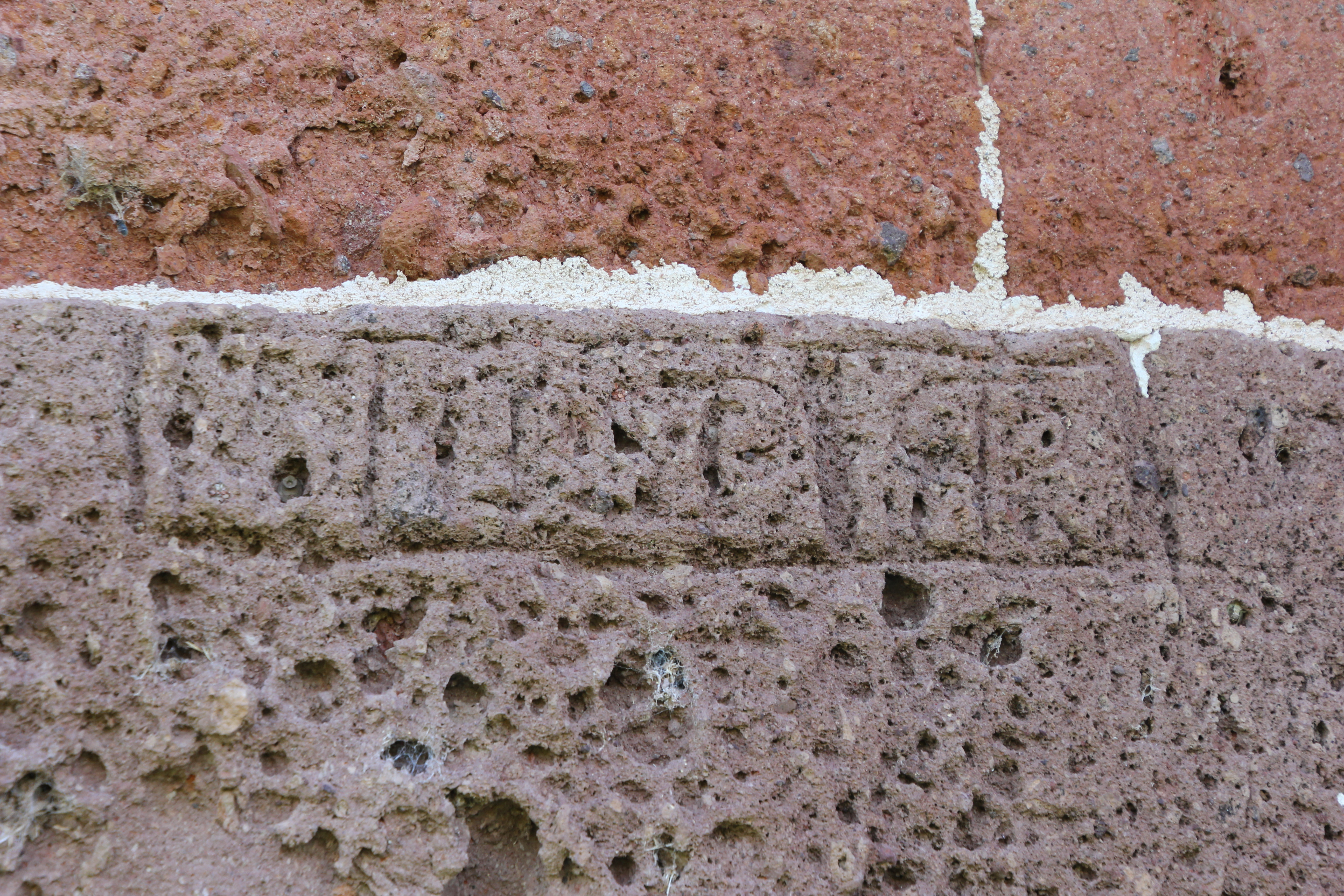